# Дики, Дик
Ричард Ли «Дик» Дики (англ. Richard Lea "Dick" Dickey, 26 октября 1926 — 3 июля 2006) — американский профессиональный баскетболист, выступавший в Национальной профессиональной баскетбольной лиге за клуб «Андерсон Пэкерс» и в Национальной баскетбольной ассоциации за «Бостон Селтикс». Однако наибольшую известность получил, выступая за баскетбольную команду университета штата Северная Каролина.

## Ранние годы
Дики родился в Ригдоне (штат Индиана). Он посещал Пенделтонскую старшую школу в Пенделтоне (штат Индиана), которую окончил в 1944 году. В школе он выступал за баскетбольную команду под руководством Арта Гросса и в выпускном классе включался в сборную всех звёзд.

## Выступления за университет
По окончании обучения в школе Дики поступил в университет штата Северная Каролина, где его наставником был будущий член баскетбольного зала славы Эверетт Кейс. В «НК Стэйт Вульфпэк» Дики играл на позиции форварда (в профессионалах он выступал на позиции защитника). За четыре года в команде он четыре раза подряд приводил её к титулу чемпиона Южной конференции и четырежды включался в сборную всех звёзд конференции, являясь единственным игроком в истории университета, кому удалось такое достижение. В 1948 году он включался во вторую всеамериканскую сборную. В сезоне 1949/50 годов «Вульфпэк» доходили до Финала четырёх, где проиграли будущему чемпиону «ГКНЙ Биверс». В четвертьфинале против «Холи-Кросс» Дики после окончания матча срезал сетку с кольца, таким образом он привнёс традицию своей школы в университет. В том же году он также был приглашён принять участие в матче всех звёзд студенческого баскетбола.

## Профессиональная карьера
В 1950 году Дики был выбран на драфте НБА в третьем раунде под общим 25-м номером клубом «Балтимор Буллетс». Однако свой первый сезон в профессионалах он провёл в клубе Национальной профессиональной баскетбольной лиги «Андерсон Пэкерс». В сезоне 1951/52 он выступал за клуб НБА «Бостон Селтикс», а после окончания чемпионата ушёл из профессионального баскетбола.

## После завершения баскетбольной карьеры
После завершения баскетбольной карьеры Дики ушёл в страховую индустрию, отработав 29 лет в фирме Farm Bureau Insurance. Он также получил множество наград и символических включений от своей школы и университета. В 2005 году он был включён в Баскетбольный зал славы Индианы, а его номер 70 был выведен из обращения в университете. Дик Дики умер 3 июля 2009 года в Индианаполисе в возрасте 79 лет из-за осложнения от проведённой незадолго до этого операции на лёгких. У него осталась жена и семеро детей.

## Статистика

### Статистика в НБА
| Сезон                                                                                    | Команда | Регулярный сезон | Регулярный сезон | Регулярный сезон | Регулярный сезон | Регулярный сезон | Регулярный сезон | Регулярный сезон | Регулярный сезон | Регулярный сезон | Регулярный сезон | Регулярный сезон | Серия плей-офф | Серия плей-офф | Серия плей-офф | Серия плей-офф | Серия плей-офф | Серия плей-офф | Серия плей-офф | Серия плей-офф | Серия плей-офф | Серия плей-офф | Серия плей-офф |
| Сезон                                                                                    | Команда | GP               | GS               | MPG              | FG%              | 3P%              | FT%              | RPG              | APG              | SPG              | BPG              | PPG              | GP             | GS             | MPG            | FG%            | 3P%            | FT%            | RPG            | APG            | SPG            | BPG            | PPG            |
| ---------------------------------------------------------------------------------------- | ------- | ---------------- | ---------------- | ---------------- | ---------------- | ---------------- | ---------------- | ---------------- | ---------------- | ---------------- | ---------------- | ---------------- | -------------- | -------------- | -------------- | -------------- | -------------- | -------------- | -------------- | -------------- | -------------- | -------------- | -------------- |
| 1951/52                                                                                  | Бостон  | 45               |                  | 9,8              | 29,4             |                  | 68,1             | 1,8              | 1,1              |                  |                  | 2,8              | 3              |                | 10,3           | 12,5           |                | 85,7           | 1,0            | 1,7            |                |                | 2,7            |
|                                                                                          | Всего   | 45               |                  | 9,8              | 29,4             |                  | 68,1             | 1,8              | 1,1              |                  |                  | 2,8              | 3              |                | 10,3           | 12,5           |                | 85,7           | 1,0            | 1,7            |                |                | 2,7            |
| Наведите курсор мыши на аббревиатуры в заголовке таблицы, чтобы прочесть их расшифровку. |         |                  |                  |                  |                  |                  |                  |                  |                  |                  |                  |                  |                |                |                |                |                |                |                |                |                |                |                |